# Цвітущий
Цвіту́щий (рос. Цветущий) — селище у складі Промишленнівського округу Кемеровської області, Росія.

## Населення
Населення — 146 осіб (2010; 161 у 2002).
Національний склад (станом на 2002 рік):
- чуваші — 57 %
- росіяни — 41 %